# Teresin
Teresin (pronunciación en polaco: /tɛˈrɛɕin/) es un pueblo ubicado en el distrito administrativo de Gmina Drużbice, dentro del Distrito de Bełchatów, Voivodato de Łódź, en Polonia central. Se encuentra aproximadamente a 6 kilómetros al suroeste de Drużbice, a 7 kilómetros al norte de Serłchatów, y a 41 kilómetros al sur de la capital regional Łódź.